# Пуліанас
Пуліанас (ісп. Pulianas) — муніципалітет в Іспанії, у складі автономної спільноти Андалусія, у провінції Гранада. Населення — 5187 осіб (2010).
Муніципалітет розташований на відстані близько 360 км на південь від Мадрида, 4 км на північ від Гранади.
На території муніципалітету розташовані такі населені пункти: (дані про населення за 2010 рік)
- Пуліанас: 3231 особа
- Пуліанільяс: 1956 осіб

## Демографія
Динаміка населення (INE ):

## Галерея зображень

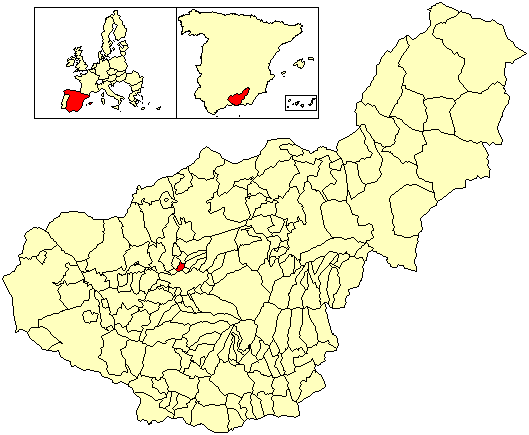
Розташування муніципалітету у провінції Гранада